# Association des écrivaines et des écrivains québécois pour la jeunesse
L'association des écrivaines et des écrivains québécois pour la jeunesse (AÉQJ) a été fondée en 1992. Dans sa mission, se trouve notamment les objectifs de promouvoir la littérature pour la jeunesse du Québec et représenter ses auteurs auprès de la population, des pouvoirs publics, des médias et de l'ensemble des intervenants du milieu de l'édition et de promouvoir le statut professionnel, ainsi que l’apport culturel spécifique des écrivains québécois pour la jeunesse.
L'association organise plusieurs activités et décerne, chaque année, le prix Cécile-Gagnon, à un auteur d'un premier livre jeunesse. Pendant plusieurs années, l'AÉQJ a organisé plusieurs tournées à Montréal (Lire dans l'île,) et dans la province.